# Bujutsu
Bujutsu (武術) er en overordnet betegnelse for japanske krigssystemer.
Det japanske begreb, 'bujutsu', er sammensat af karakterne bu (武), der betyder 'militær' eller 'kriger', og jutsu (術), der betyder 'teknik'. .

## Historie
Bujutsu skifter retning og betydning gennem Japans historie.
Den professionelle japanske kriger (bushi) var før Tokugawa perioden (1603-1868) konstant under disciplin under de vedvarende krige. Hesten spillede en afgørende betydning, hvorfra bue og pil samt sværd, spyd, nagamaki eller nagainata med fordel kunne anvendes. Hesten kunne desuden anvendes som våben, bajutsu, samt anvendes i forbindelse med kamp i vandet, sui-bajutsu.
I dag findes en del af disse skoler (ryū) stadigvæk og er ikke længere forbeholdt de japanske krigere. Nogle af skolerne fungerer eksklusivt, mens andre skoler er åben for offentligheden.
Gennem hele Japans historie, uanset periode, er bujutsu skoler blevet nedlagt, mens nye skoler så dagens lys. Efter Japans feudale tidsperiode (1868) er skoler som Toyama Gakko stiftet i 1873; var en special skole for militær personel. Skolen blev opløst i 1925.. Nakamura Ryū stiftet i 1952 af Nakamura Taizaburo (1911-2003)..

## Metode
Metodeindholdet i bujutsu er, at undervise i nedenstående områder i prioriteret rækkefølge:
1) Kamp
2) Disciplin
3) Moral

## Periodeopdeling
Den kronologiske kategorisering for Bujutsu-systemerne er følgende:
Kobujutsu (古武術) : Før år 1603.
Bujutsu (武術) : År 1603-1868.
Shin-bujutsu (新武術) : Efter år 1868 (Japans moderne tidsperiode).

## Japanske kampdiscipliner

### Japans feudale tidsperiode
I Japans feudale tidsperiode (før 1868) eksisterede følgende discipliner, der blev dannet i tidsperioden før 1603, ko-bujutsu. Disse systemer blev videreført til næste tidsperiode (Tokugawa perioden 1603-1868), der betegnes som bujutsu:
- Bajutsu
- Iaijutsu (Forløber for budo disciplinen iaido)
- Ju-jutsu (Forløber for budodisciplinerne judo og aikido)
- Kenjutsu (Forløber for budo disciplinen kendo uanset budoform)
- Kyujutsu (Forløber for budo disciplinen kyudo uanset budoform)
- Naginata-jutsu (Forløber for naginata-do)
- sui-bajutsu

### Japans moderne tidsperiode
I Japans moderne tidsperiode, efter år 1868, blev følgende moderne bujutsu (shin-bujutsu) discipliner dannet:
- Batto-jutsu
- Keijo-jutsu
- Taiho-jutsu
- Keibo Soho
- Tokushu Keibo Soho
- Hojo-jutsu
- Toshu Kakuto